# Cleoptòlem
Cleoptòlem (grec antic: Κλεοπτόλεμος, llatí: Cleoptolemus) fou un noble grec de la ciutat de Calcis que va tenir una filla que es va casar amb Antíoc III el Gran quan passava l'hivern a Calcis el 192 aC; per tant, fou sogre del rei selèucida.